# Troglodytes hiemalis
El chochín hiemal o saltapared cholino del este (Troglodytes hiemalis) es una especie de ave paseriforme de la familia Troglodytidae propia del este de Norteamérica. Anteriormente se lo consideraba conespecífico del chochín del Pacífico y del chochín común.
Es un pájaro migratorio que cría en los bosques de coníferas desde la Columbia Británica al Océano Atlántico, y migra al sur para pasar el invierno en el sureste de Canadá, la mitad este de Estados Unidos, y en menor medida al noreste de México. Además se puede encontrar como divagante en pequeña cantidad en el oeste de Norteamérica.

## Descripción

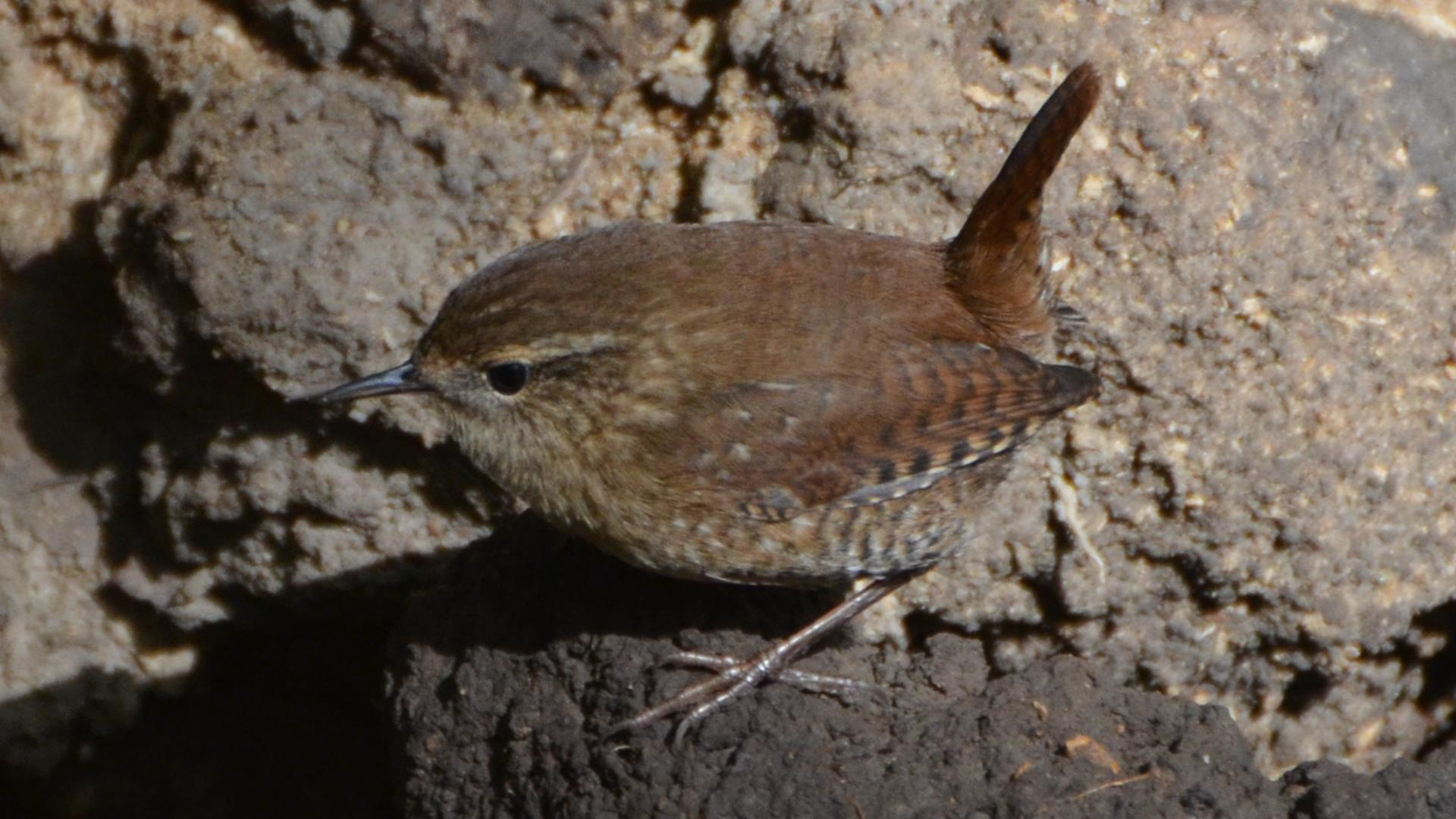
Ejemplar en Misuri.

Es un pájaro pequeño, que mide entre 9–10 cm de largo. Como tiene el cuello corto le da la apariencia de ser rechoncho. Con frecuencia mantiene su pequeña cola alzada sobre su espalda. Su plumaje es de tonos pardos, rojizo en las partes superiores y más grisáceo en las inferiores, con listado pardo oscuro en las alas, la cola, los flancos y el vientre. Su pico es de color pardo oscuro, y sus patas son parduzcas claras. La mayoría presentan listas superciliares claras. Los jóvenes presentan un listado menos marcado. 

## Taxonomía
Fue descrito científicamente en 1819 por el ornitólogo francés Louis Jean Pierre Vieillot. Con posterioridad durante mucho tiempo se lo consideró conespecífico del chochín común y del chochín del Pacífico. Primero se separó a las poblaciones norteamericanas de las del chochín común (Troglodytes troglodytes) de Eurasia, y después se escindieron en dos especies las norteamericanas. A través de los estudios genéticos y de los cantos de los individuos de la zona donde se solapan las poblaciones de T.  hiemalis y T. pacificus, Toews y Irwin (2008) encontraron fuertes evidencias del aislamiento reproductivo entre ambos. 
El nombre del género, troglodytes, procede del griego τρωγλοδύτης , de trogle (agujero, caverna), y dytis derivado de dyno (habitar), con el significado de «habitante de las cuevas», en referencia a su costumbre de meterse en las cavidades y grietas de los árboles en busca de artrópodos o para dormir. Mientras que hiemalis en latín significa «relativo al invierno» (hiems en latín es invierno).

## Comportamiento y ecología
El chochín hiemal anida principalmente en los bosques de coníferas, especialmente en los de piceas y abetos, donde puede identificarse por su canto largo y exuberante. Aunque es principalmente insectívoro, puede mantenerse en climas moderadamente fríos, incluso nevados, comiendo insectos y larvas de sustratos como la corteza de los árboles o troncos podridos, además de consumir algunas semillas.
Sus movimientos, como trepar por las ramas, son incesantes más que rápidos. Su vuelos suelen ser cortos, aunque rápidos y directos.
Por la noche suele dormir en huecos de árboles, como indica su nombre científico, sobre todo durante el invierno, o en viejos nidos. También suele guarecerse así cuando hace mal tiempo, ya sea de forma individual o junto con su familia.

### Reproducción
El macho construye varios nidos, pero su interior no es forrado hasta que la hembra elige alguno de ellos para usarlo.
Los nidos tienen forma de cuenco y suelen estar metido en un hueco de un árbol, una grieta entre las rocas o en una pared, pero también puede construirlos entre los arbustos y ramas, o entre los materiales acumulados por las inundaciones. Están construidos con hierba, musgo, líquenes y hojas. 
Suelen poner de cinco a ocho huevos blancos, que pueden estar ligeramente moteados. La puesta suele realizarse en abril, y también puede realizar una segunda puesta.